# Armoede

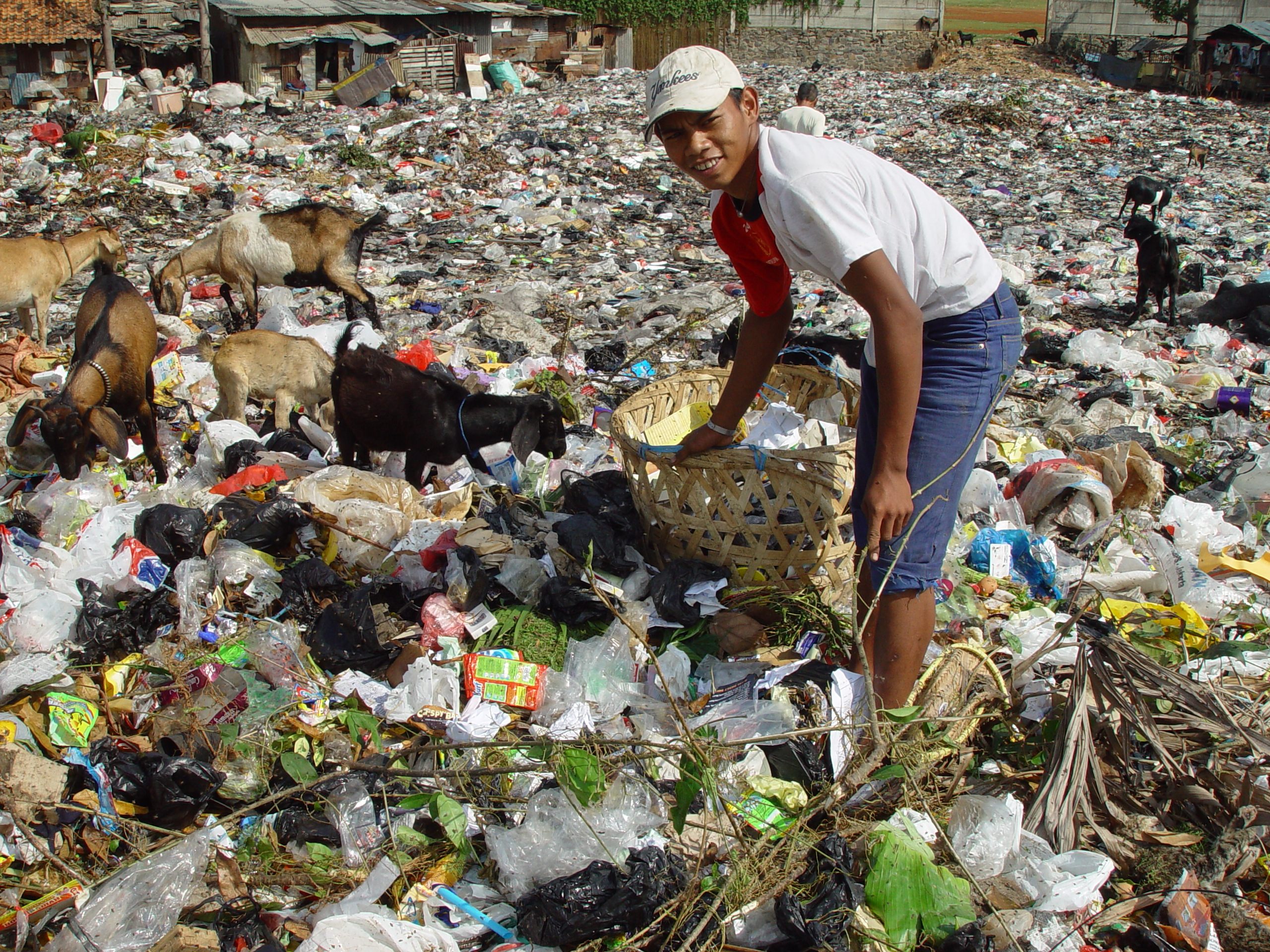
Armoede in Jakarta

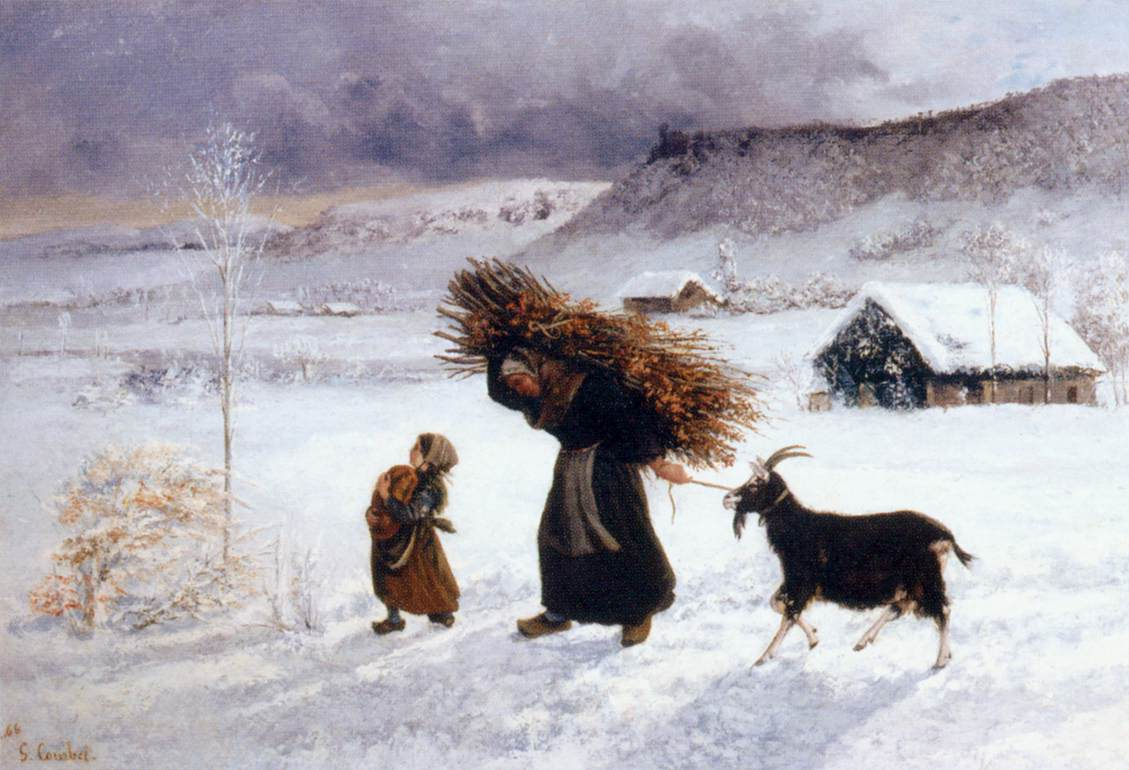
Arme dorpsvrouw door Gustave Courbet

Armoede  of pauperisme is volgens de definitie van de Verenigde Naties het niet kunnen voorzien in de primaire levensbehoeften, noodzakelijk om een menswaardig bestaan te kunnen leiden. Primaire levensbehoeften zijn schoon en drinkbaar water, voedsel, kleding, huisvesting en gezondheidszorg.
Armoede ontstaat bij een (chronisch) tekort aan betaal- of ruilmiddelen bij bepaalde personen, waardoor de aanschaf van noodzakelijke bestaansmiddelen buiten het bereik van die personen valt.
Ook het geen toegang hebben tot secundaire levensbehoeften kan ervaren worden als armoede, vooral als in een samenleving anderen dat wel hebben. Secundaire levensbehoeften zijn bijvoorbeeld de aanschaf van luxe goederen, het maken van reizen en het deelnemen aan onderwijs, sport en andere sociale activiteiten.
Het tegengestelde van armoede is rijkdom (ook wel welstand). De overgang tussen armoede en (relatieve) welstand wordt aangeduid als de armoedegrens. Deze wordt afhankelijk van het welvaartsniveau in elke samenleving anders gedefinieerd.

## Tekenen van armoede
- Armoede kent een aantal uiterlijke kenmerken, zoals een slechte voedingstoestand, of inadequate huisvesting. Deze kenmerken zijn niet altijd zichtbaar omdat ze uit schaamte veelal verborgen worden voor de omgeving. Voor arme mensen geldt dat het schaarse inkomen uit werk of bijstand vaak volledig opgaat aan woonkosten, energiekosten en verplichte ziektekosten, waardoor er geen geld meer is voor voedsel en de eerste levensbehoefte niet volledig gedekt zijn.[bron?]
- Armoede komt het vaakst voor onder langdurig werklozen, chronisch zieken, ouderen, alleenstaande ouders en mensen met laagbetaalde banen.[bron?]
- Armoede kan toenemen door de groei van de behoeften, het dalen van de koopkracht en het toenemen van schaarste.[bron?]

## Individuele armoede
Individuele armoede kan het gevolg zijn van een echtscheiding, juridische problemen, langdurige werkloosheid, ondernemingsfaillissement, ziekte, of verslaving aan gokken, kopen, alcohol of drugs. Hierdoor kan iemand van welstand tot armoede vervallen. Een fenomeen van de laatste decennia in vooral westerse landen is het kopen op afbetaling (live now, pay later). Dit kan tot financiële schulden leiden, die de omgeving, gemeentelijke en/of overheidsinstanties dwingen de persoon onder financiële curatele te stellen.
Ook bezuinigingen op de sociale zekerheid, huurtoeslag en op de zorg kunnen tot armoede leiden. Verder kunnen ook prijsstijgingen en inflatie armoede in de hand werken, omdat het inkomen hierdoor wordt uitgehold: met hetzelfde inkomen kan men steeds minder kopen. Dit is vooral voor personen die afhankelijk zijn van een vast inkomen en economisch weinig weerbaar zijn en hun inkomen niet kunnen verhogen (pensioengerechtigden bijvoorbeeld) zeer problematisch. Wanneer men een vast inkomen heeft dat door vaste lasten en eerste levensbehoeften wordt opgesoupeerd kan een kleine financiële tegenvaller iemand al kopje-onder doen gaan. Als eenmaal schulden zijn ontstaan kunnen die door bijkomende kosten snel gaan groeien. Soms wordt dit verergerd doordat men het hoofd in het zand steekt en het probleem probeert te negeren.
Individuele armoede heeft tot gevolg dat iemand in een maatschappelijk isolement terecht kan komen. Door een beperkt budget nemen de mogelijkheden af om deel te nemen aan activiteiten, en worden concessies gedaan aan communicatie- en transportmiddelen. Kleding en middelen voor lichaamsverzorging eveneens, waardoor men zich niet langer representatief voelt. De woonsituatie verslechtert en daarmee krijgt men een ander (minder) sociaal aanzien. Het algeheel gevoel van onwelzijn kan ertoe leiden dat men toevlucht zoekt in tabak, alcohol en verdovende middelen. Hierdoor kan men in een sociaal isolement en vicieuze cirkel terecht komen omdat dit tot gezondheidsproblemen en sociale problemen kan leiden waardoor men de baan verliest of geen werk meer kan vinden. In de Filipijnen is een levendige handel ontstaan in pagpag, goedkoop voedsel dat is bereid uit voedselresten of weggegooid voedsel en dat grote gezondheidsrisico´s met zich meebrengt.
Wanneer men door armoede de huur of hypotheek niet meer kan opbrengen en de woning moet verlaten kunnen dit de eerste stappen naar dakloosheid zijn. Men verblijft vaak nog enige tijd bij vrienden of familie als noodoplossing totdat deze hen ook niet meer in huis kunnen of willen hebben, bijvoorbeeld omdat dit ook juridische consequenties voor hen kan hebben of omdat men genoeg van elkaar krijgt. Dit kan ertoe leiden dat men de toevlucht neemt tot slaaphuizen, illegale huur, of uiteindelijk de straat.
Soms is er geen sociaal vangnet beschikbaar en nemen mensen in armoede (soms ook gedwongen door verslaving) hun toevlucht tot extreem, riskant of illegaal gedrag om maar aan geld te komen, bijvoorbeeld prostitutie, drugshandel, zakkenrollen, diefstal, oplichting en andere misdadige praktijken, kinderen prostitueren of dwingen tot bedelen of kinderarbeid en hen zelfs daarvoor van school weghouden etc. Wanneer de grens van crimineel gedrag eenmaal is overschreden wordt het niet alleen steeds moeilijker om hier weer uit te komen maar wordt men er steeds dieper ingezogen en worden ook vaak andere familieleden hierin betrokken, vaak al op jonge leeftijd. Ook nemen mensen vaak hun toevlucht tot bedelen. Minder omstreden manieren om aan geld te komen zijn onder andere (zwart) bijwerken of bijklussen (beunhazerij), tegen betaling telefoons van simlocks ontgrendelen, het verzamelen van recyclebaar afval, sneeuwruimen, zelfgemaakte zaken aan toeristen verkopen of hen vermaken als straatartiest, tegen betaling toeristische rondleidingen verzorgen, het verkopen van eten en drinken of zelfgevangen vis, schoenpoetsen, heitje-voor-een-karweitje etc. Omdat er vaak vergunningen vereist zijn en omdat er een grijs gebied bestaat tussen legale en illegale activiteiten, treedt de politie hier soms tegen op. 
Psychische gevolgen van een verval tot armoede kunnen schuld en schaamte zijn. Dit kan verergeren als het probleem door de omgeving gebagatelliseerd wordt en het eventueel met verwijten, cynisme of chantage wordt beantwoord. Soms versterken mensen daardoor zelf hun sociale isolement en zullen ze vaker liegen over hun leefsituatie en de financiële problemen zoveel mogelijk onzichtbaar maken. Uit onderzoek blijkt dat armoede een negatieve invloed heeft op intelligentie en kinderen die in armoede opgroeiden, hebben op latere leeftijd meer moeite met het reguleren van hun emoties. Armoede kan een voedingsboden vormen voor politiek extremisme.
Covid-19 heeft de individuele financiële situatie verslechterd. De hoogte van de uitkering blijft gelijk, maar het levensonderhoud wordt duurder.

## Energie-armoede en water-armoede
Energiearmoede is een bijzondere vorm van individuele armoede, veroorzaakt door uitholling van het besteedbaar inkomen door hoge of stijgende energieprijzen. Energie (gas, elektriciteit) is een eerste levensbehoefte maar daardoor ook een kostenpost waar men vrijwel geen controle over heeft en waar vrijwel niet op bezuinigd kan worden. Vooral voor lagere inkomens kunnen energiekosten een relatief hoog percentage van het beschikbaar inkomen opsouperen, waardoor minder bestedingsruimte is voor andere zaken. Oorzaken zijn vaak:
- Een verrekeningssysteem waarin energiekosten gelijkelijk over alle wooneenheden in een gebouw worden omgeslagen (blokaansluiting). Hierdoor bestaat voor individuele gebruikers geen enkele prikkel om zuinig met energie te zijn;
- Vanwege werkloosheid, pensionering of ziekte vaak thuis zijn waardoor meer gestookt wordt;
- Fluctuerende olie- en gasprijzen, waarbij prijsstijgingen direct worden doorberekend maar prijsdalingen trager doorwerken;
- Externe factoren als een strenge winter of (geo-)politiek zoals de energiecrises van 1973 en 2022;
- Het bewonen van goedkopere maar oudere, slechter geïsoleerde woonruimte, waardoor meer gestookt moet worden om de woonruimte op de gewenste temperatuur te houden;
- Achterstallig onderhoud dat de verhuurder niet wil uitvoeren omdat dat geld kost;
- Het ontbreken van enige motivering bij verhuurders om energie- en andere kosten te beperken omdat ze die toch direct mogen doorberekenen, er zelfs administratiekosten over berekend mogen worden, en de huurder geen enkele stem hierin heeft. Ook kunnen impasses in de besluitvorming van de VVE energiebesparingsmaatregelen blokkeren. Een voor de huurder negatief uitvallende eindafrekening kan een onverwachte tegenvaller vormen en voor financiële problemen zorgen.
- Achterstallig onderhoud dat de eigenaar niet kan betalen.

Een andere, extreme vorm van energie-armoede is terug te vinden in ontwikkelingslanden waar in grote delen van het land in het geheel geen (betrouwbare) elektriciteitsvoorziening voorhanden is. Door het ontbreken van elektriciteit moet toevlucht genomen worden tot duurdere energiebronnen of worden ook andere zaken duurder of moeilijker te bereiken. In 2018 was dit in vele landen van Sub-Sahara Afrika het geval. Daaraan verhelpen is een van de duurzameontwikkelingsdoelstellingen van de VN.
Een verwant verschijnsel is water-armoede, waarbij men geen toegang heeft tot stromend (drink)water. Hierdoor moet men zich grote inspanningen getroosten om aan water te komen (hetgeen tijdverlies betekent dat men ook voor werk had kunnen gebruiken) en moet men zich vaak behelpen met het veel duurdere (en milieu-onvriendelijker) flessenwater in plaats van kraanwater. Hierdoor kunnen drinkwaterkosten een belangrijke kostenpost gaan vormen.

## Collectieve armoede
Ook een land als geheel kan tot armoede vervallen, zoals dat bijvoorbeeld gebeurde met Argentinië aan het begin van de 21e eeuw.
Gebeurtenissen als de grote beurscrash in 1929 in New York kunnen overal ter wereld mensen en bedrijven in grote financiële problemen brengen. Gevolgen daarvan zijn: algemene economische malaise, werkloosheid en armoede. De financiële crisis in 2008 zorgt voor een nieuwe golf van armoede.
Armoede kan ook het gevolg zijn van
- een economische boycot (Irak na de Golfoorlog van 1991)
- een staatsschuldencrisis of zelfs een staatsbankroet
- droogte en ernstige natuurrampen (bijvoorbeeld de Sahellanden).

Verder is het mogelijk dat een land een relatief hoog percentage armen heeft ten gevolge van een ongelijke inkomensverdeling. De macro-economische cijfers laten dan vaak een gunstig beeld zien, maar de meeste winst en welvaart belandt bij een beperkt aantal bedrijven en individuen. Dit is echter niet gunstig voor de economische perspectieven op langere termijn.
Armoede is een economisch, maatschappelijk, sociaal en ook politiek probleem. Armoede heeft verschillende negatieve consequenties zoals het afremmen van economische groei, slechte leefomstandigheden, sociale onrust, en emigratie van geschoolden (braindrain).

## Vrijwillige armoede: armoede als ideaal
In verschillende wijsgerige en godsdienstige stromingen wordt het leven in armoede als ideaal gezien omdat men tot grotere wijsheid en godsvrucht zou komen door van materiële goederen af te zien. Een voorbeeld uit de Griekse oudheid is Diogenes van Sinope. Volgens het Nieuwe Testament sprak Jezus vaak ten gunste van het leven in armoede en dit voorbeeld is in het christendom vaak gevolgd. De gelofte van armoede is bijvoorbeeld een van de drie kloostergeloften. Ook in het boeddhisme geldt armoede als een deugd. Hier geldt dat armoede zelfverkozen is.

## Geschiedenis
Geen enkele samenleving uit het verleden heeft eraan getwijfeld dat armoede deel was van de natuurlijke orde. In weerwil van het wijd verspreide gefantaseer over luilekkerland, zag men armoede als door God gewild. Ook de klassieke politieke economen waren pessimistisch gestemd en meenden dat alleen individuen eruit konden ontsnappen. De verlichte revolutionairen Tom Paine en Nicolas de Condorcet waren in de jaren 1790 de eersten die schreven dat armoede kon en moest worden overwonnen. Sindsdien geldt het vóórkomen ervan als een schandaal. In de 19e eeuw begon de welvaart merkbaar toe te nemen door de verbetering van de agrarische productiviteit en de ontsluiting van goedkope energiebronnen. Toch ging deze economische moderniteit in de regel niet gepaard met gelijkere kansen in het leven en kon ze de relatieve armoede zichtbaarder maken. Pas in de laatste dertig jaar van de 19e eeuw begon de vermogenskloof tussen de bourgeoisie en de handwerkers in veel landen terug te lopen. De tweede industriële revolutie steunde op een grotere vraag in brede lagen van de bevolking.